# Pica pica (film)
Pica pica är en svensk naturfilm från 1987 av Mikael Kristersson. Filmen handlar om skator och skildrar deras årscykel i stockholmsförorten Vällingby. Pica pica är det latinska namnet för skata.
Projektet var ursprungligen tänkt som en 50-minutersfilm för SVT Malmö. När Kristersson fick stöd från Svenska Filminstitutet växte det till en 97-minutersfilm för biografvisning. Vällingby valdes som inspelningsplats därför att Kristersson även ville få in en skildring av den moderna människan, och ansåg orten lämplig för det ändamålet. Färdigställandet tog tre år. Filmen vann priset Årets överraskning vid den franska festivalen Cinéma du Réel.

## Mottagande
Gunnar Bergdahl skrev i Chaplin: "Det är ingen dramatisk skildring av skatans tillvaro. Pica Pica rör sig i det tempo som skatorna själva lever sina liv i: långsamt och försiktigt, funktionellt som en glidflykt i uppåtvindar. ... Den naturliga nyfikenhet ... som man som människa känner inför denna spännande fågel utvecklas genom filmen till en blick in i en värld där det är möjligt att spegla oss själva."